# Gogo-Formation

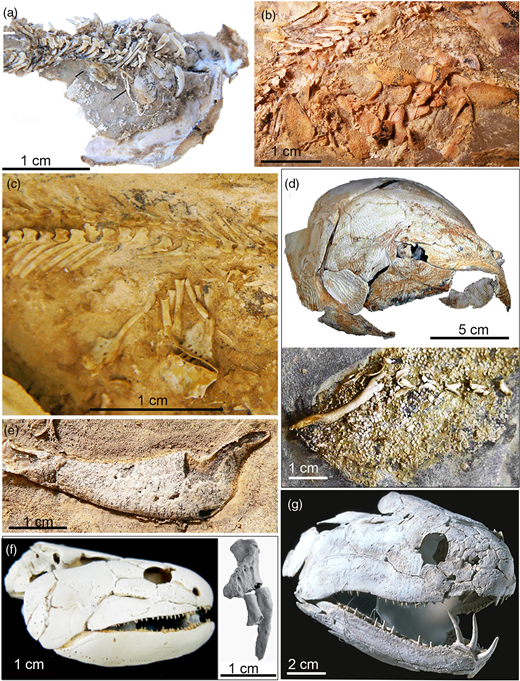
Fossilien verschiedener Wirbeltiere aus der Gogo-Formation

Die Gogo-Formation ist eine Fossillagerstätte, bestehend aus einem ehemaligen Korallenriff, in der außergewöhnlich gut erhaltene Fossilien aus dem Devon enthalten sind. Sie befindet sich im australischen Bundesstaat Western Australia in der Region Kimberley (Australien).
Das ehemalige Riff liegt im Landesinneren in der Wüste West-Australiens. Sie ist die Hauptattraktion des Windjana-Gorge-Nationalparks. In den bis zu 100 Meter hohen Felswänden werden immer wieder spektakuläre Fossilen-Funde gemacht. Bisher wurden etwa 45 Fischarten entdeckt.
Teile der Gogo-Formation bestehen aus Schluffstein, Tonschiefer und Kalktuff mit zahlreichen Konkretionen aus Kalkstein. Diese Konkretionen sind sehr witterungsbeständig, wodurch die Vielzahl von Fossilienfunden erklärt wird.
Die Sedimente der Gogo-Formation entstanden im Oberdevon durch Ablagerungen am anoxischen Meeresboden. Die Kalkstein-Mineralmassen bildeten sich an Objekten im Flachwasser, die dann in tiefe, anoxische Bereiche absanken. Durch die Fossilationsbedingungen in der Lagerstätte, nämlich der schnellen Umhüllung mit Mineralien und der langsamen Verrottung im sauerstoffarmen Milieu des Riffes, sind viele ausgestorbene Fische, vor allem Plattenhäuter (Placodermi) so gut erhalten, dass deren gesamte dreidimensionale Struktur rekonstruiert werden kann. Bei vielen Exemplaren sind die Kopfbereiche, und bei einigen sogar Weichteile wie Muskeln, Nervenfasern und das Riechsystem, sehr gut rekonstruierbar.
Das Riff wurde 1940 von dem Paläontologen Curt Teichert beschrieben, der auch die ersten fossilen Fische in dieser Region entdeckte.
Gogonasus andrewsae (zu deutsch „Die Schnauze von Gogo“), ein ca. 380 Millionen Jahre alter Fleischflosser (Sarcopterygii), wurde 1985 in der Gogo-Formation entdeckt. Er gehört, wie Panderichthys (370 bis 360 Millionen Jahre) und Tiktaalik (375 Millionen Jahre) zu einem Taxon, das auch die Vorläufer der späteren Landwirbeltiere (Tetrapoden) beinhaltet.
Der Plattenhäuter Mcnamaraspis kaprios wurde 1986 vom australischen Paläontologen John Long in der Gogo-Formation entdeckt und 1995 von ihm beschrieben. Diese Fische weisen Knorpelringe in der Mundregion auf, die beweisen, dass Placodermen in enger evolutiver Verwandtschaft zu Haien stehen. Aufgrund seiner spektakulären Eigenschaften wurde der ca. 25 cm lange Mcnamaraspis. zum Fossilemblem von Western Australia ernannt.
Im Jahr 2008 wurde ein ca. 375 Millionen Jahre altes Exemplar des Placodermen  Materpiscis attenboroughi entdeckt, in dessen Inneren sich ein gut erhaltener Embryo mit Nabelschnur fand. Zumindest einige der Placodermen zeigten somit bereits Viviparie.
Im Jahr 2009 wurden an einem anderen Plattenhäuter, dem Arthrodiren Incisoscutum ritchiei, bei einem ca. 365 Millionen Jahre alten weiblichen Exemplar ebenfalls ein Embryo und bei einem männlichen Exemplar paarige Klaspern und damit weitere Merkmale für eine Fortpflanzung durch Begattung bei Placodermen beschrieben. Innere Befruchtung ist demzufolge bereits sehr früh in der Evolution der Wirbeltiere entstanden.